# St. Johannes Evangelist (Rogging)

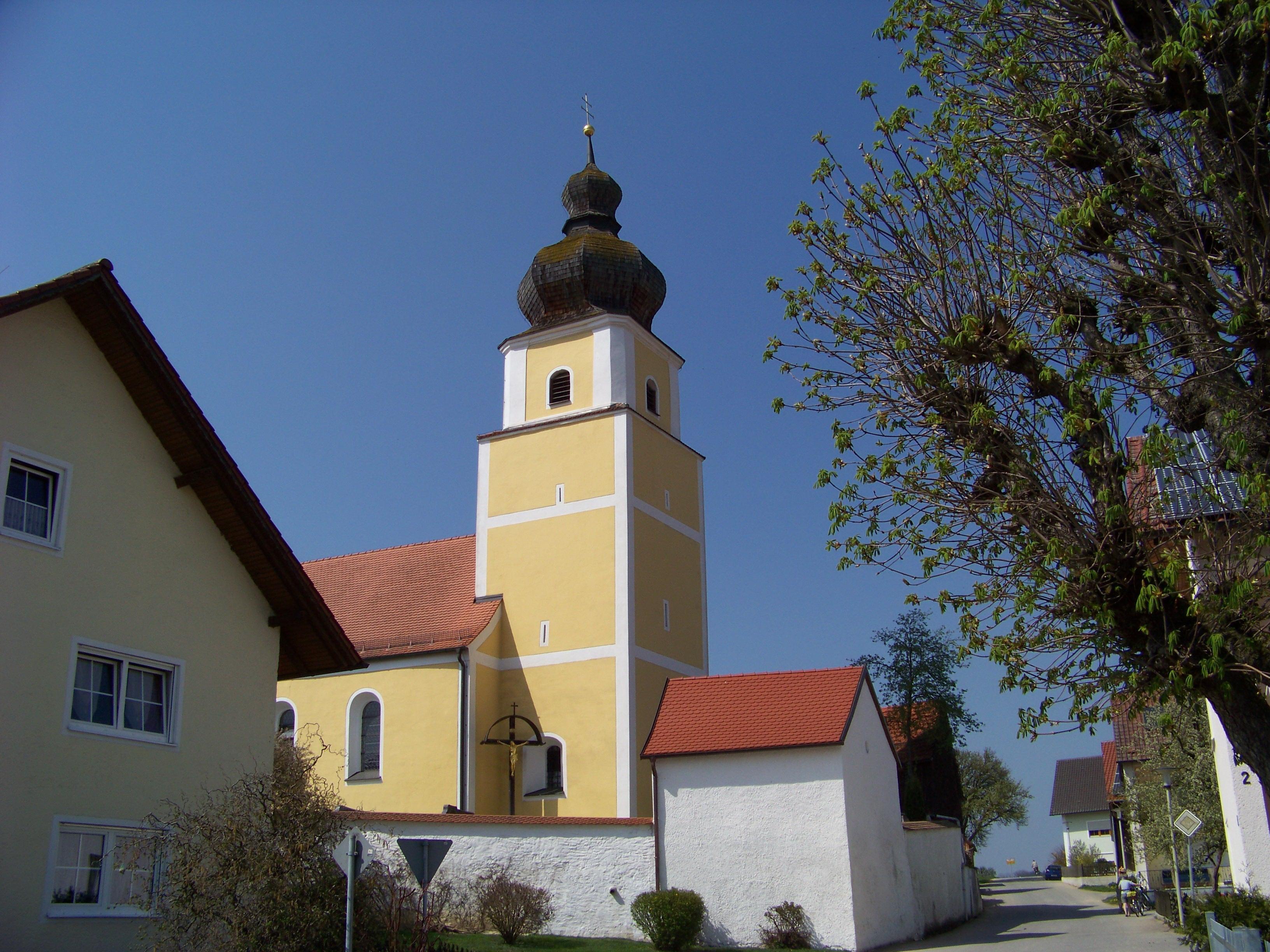
St. Johannes Evangelist (Rogging)

Die römisch-katholische, denkmalgeschützte Filialkirche St. Johannes Evangelist steht in Rogging, einem Gemeindeteil der Gemeinde Pfakofen im Landkreis Regensburg in der Oberpfalz. Sie gehört zur Pfarrei von St. Georg (Pfakofen) und ist dem Bistum Regensburg zugeordnet. Das Bauwerk ist unter der Denkmalnummer D-3-75-182-6 als Baudenkmal in die Bayerische Denkmalliste eingetragen.

## Beschreibung
Das Langhaus der Saalkirche wurde im 18. Jahrhundert nach Südwesten an den romanischen Chorturm angebaut. Der Chorturm wurde um ein eingezogenes Geschoss aufgestockt, das den Glockenstuhl beherbergt, und mit einer Zwiebelhaube bedeckt, die von einer Laterne gekrönt wird.
Der Innenraum des quadratischen Chors, d. h. der des Erdgeschosses des Chorturms, ist mit einem Kreuzgratgewölbe überspannt. In ihm befindet sich ein Sakramentshaus, das mit Maßwerk verziert ist.